# Motore modulare
Per motori modulari si intendono quei motori che in fase di progetto sono costruiti per equipaggiare più modelli con l'aggiunta o la sottrazione di ulteriori cilindri, ad esempio:
- motori a 6 cilindri (6V) che diventano a 8 cilindri (8V) nel momento in cui vanno ad equipaggiare vetture di classe superiore
- motori 4 cilindri che diventano 5 o 6.

In genere ciò si ottiene prevedendo e spostando, in fase di fusione del monoblocco e delle o della testa, i relativi carter.
Un esempio pratico sono i motori delle Volvo serie 850, che hanno 5 cilindri, e l'auto era a trazione anteriore; detti motori sono stati derivati dalle Volvo serie V90, che di cilindri ne avevano 6 ed erano a trazione posteriore.